# Cydistomyia imbecilla
Cydistomyia imbecilla är en tvåvingeart som först beskrevs av Karsch 1888.  Cydistomyia imbecilla ingår i släktet Cydistomyia och familjen bromsar. Inga underarter finns listade i Catalogue of Life.